# Confédération générale des syndicats indépendants
La Confédération générale des Syndicats indépendants (CGSI) était une confédération syndicale créée au lendemain de la Seconde Guerre mondiale et qui a disparu dans les années 1970. Elle était présente dans le secteur de l'industrie automobile, à la Poste, à la Ville de Paris.

## Histoire

### Le Comité d’études économiques et syndicales (1947-1949)
Le Comité d’études économiques et syndicales (CEES) fondé en janvier 1947 rassemble des syndicalistes issus de la mouvance "Syndicat" de la CGT animée avant-guerre par René Belin. La plupart avaient participé aux organismes créés par la Charte du travail du 4 octobre 1941. Ils refusent d'entrer dans une CGT dominée à l'époque par les militants communistes et publient le bulletin Travail et Liberté. Malgré un certain succès dans quelques milieux, notamment ceux compromis dans la Collaboration, elle est cependant rapidement distancée par la création de la CGT-Force Ouvrière qui entraîne avec elle les plus gros bataillons de syndicalistes non-communistes, alors que de nombreux syndicats (FEN, SNUI) préfèrent rester indépendants. Par ailleurs la CGT-Force Ouvrière refuse aussi de voir d'anciens "Chartistes" entrer chez elle.

### Confédération générale des Syndicats indépendants (1949-1959)
Elle nait du rassemblement des anciens du CEES, de membre de l'Action ouvrière gaulliste ou des anciens syndicats de la Confédération des syndicats professionnels français issus de la mouvance PSF. Elle veut d'abord s'appeler Confédération du travail indépendante, mais doit rapidement changer de nom, pour ne pas concurrencer la Confédération des travailleurs intellectuels, elle devient alors, en 1951, la Confédération générale des Syndicats indépendants. Son secrétaire général est Sulpice Dewez, un ancien syndicaliste de la CGTU et député communiste qui avait voté les pleins pouvoirs à Pétain avant de s'illustrer dans la Résistance. Ses deux adjoints sont Martin Leymarie proche de René Belin et Manuel Bridier membre du RPF.
En mars 1951, elle se voit attribuer un siège au Conseil économique et social. elle bénéficie alors du soutien du préfet de Police de Paris, Jean Baylot. La CGSI commence aussi à investir les usines automobiles où face à une CGT toute-puissante parmi les ouvriers, elle recrute dans la petite maîtrise, avec le soutien du patronat. C'est notamment le cas dans l'entreprise Simca où les "cgsistes" reçoivent le soutien du PDG Henri Théodore Pigozzi. Le syndicat indépendant Simca devient alors rapidement le plus important de la Confédération. Cela entraîne des conflits avec la direction de la CGSI et rapidement, le combat est structuré autour de deux personnalités, Sulpice Dewez et André Parsal. 
En octobre 1952, le congrès de Lyon aboutit à une scission qui voit la « CGSI-Parsal » quitter la « CGSI-Dewez » et devenir rapidement la Confédération syndicale Travail et Liberté. D'autres scissions vont suivre et les scissionnistes vont peu à peu rejoindre la CSTL qui devient en 1957 la Confédération française des syndicats indépendants. 
Avec l'arrivée au pouvoir du Général de Gaulle, la CGSI qui s'était maintenue explose définitivement entre une « CGSI-Dewez » et une « CGSI-Jacquet » (du nom de son principal dirigeant Christian Jacquet), la première, définitivement affaiblie finit par rejoindre la CFTC en 1976, la seconde, avec le soutien du syndicat Simca rejoint la CFSI pour former la Confédération française du travail.